# Scyllatoxin
Scyllatoxin (synonym Kaliumkanaltoxin alpha-KTx 5.1, Leiurotoxin I) ist ein Neurotoxin aus dem Skorpion Leiurus quinquestriatus hebraeus (gelber Mittelmeerskorpion).

## Eigenschaften
Scyllatoxin ist ein Protein und Skorpiontoxin. Es bindet und hemmt Calcium-aktivierte Kaliumkanäle (Typ SK-Ca, auch bekannt als Apamin-sensitive Kaliumkanäle), nicht aber hSK3 ex4. Scyllatoxin ist aber nicht strukturell mit Apamin verwandt. Scyllatoxin ist amidiert und besitzt drei Disulfidbrücken zwischen C8:C26, C12:C28 und C3:C21. Arginine an den Positionen 6 und 13 sind für die Bindung und Wirkung essentiell. Scyllatoxin macht nur 0,02 % der Proteinmasse im Skorpiongift aus.